# 寺尾たかひろ
寺尾 たかひろ（てらお たかひろ、1974年12月23日 - ）は、日本の俳優、声優。千葉県出身。身長173cm、体重95kg。東京芸術大学卒。演劇集団 円所属。声域はテノール。

## 出演作品

### 映画
- 死者の書（2006年） - 寺奴の声

### テレビドラマ
- 次郎長背負い富士（2006年）
- 夫婦道（2007年）
- ミッドナイト・ブルー（2007年）
- ミヤコ蝶々ものがたり（2007年）

### 舞台
- 青い鳥ことり、なぜなぜ青い
- おばけリンゴ
- 鏡花万華鏡 風流線
- シーンズ・フロム・ザ・ビッグピクチャー（スパイロ・ジョンストン）
- 東風
- どんどこどん（歌手）
- ファウスト
- マクベス
- 森の声使い（歌・朗読）

### テレビアニメ
2009年
- DARKER THAN BLACK 流星の双子（少年C）

### 劇場アニメ
2011年
- コクリコ坂から

### 吹き替え
2007年
- おさるのジョージ
- 北京バイオリン

2008年
- ER緊急救命室シーズンⅩⅢ #9（ジャスパー〈ブルース・ターク〉）
- ナルニア国物語/第2章: カスピアン王子の角笛
- ラストヒットマン

### 特撮
2007年
- ウルトラマンメビウス（イザナミ乗組員の声）